# Upsilon Ceti
Désignations
Upsilon Ceti (υ Ceti, υ Cet) est une étoile géante de la constellation de la Baleine. Elle est visible à l'œil nu et sa magnitude apparente est de 4,00. L'étoile présente une parallaxe annuelle de 11,14 mas telle que mesurée par le satellite Hipparcos, ce qui permet d'en déduire qu'elle est distante d'environ ∼ 293 a.l. (∼ 89,8 pc) de la Terre. Elle s'éloigne du Système solaire à une vitesse radiale héliocentrique de +18 km/s.

## Propriétés
Upsilon Ceti est une géante rouge de type spectral M0III et est répertoriée en tant que standard pour cette classe. L'étoile avait été précédemment classée K5/M0III, ce qui est un exemple intéressant d'un des « trous » dans la classification MKK, où les types K6-9 ne sont en général pas utilisés pour les étoiles géantes ou uniquement utilisés pour indiquer une fraction du chemin entre K5 et M0.
Il y a 84 % de chance que l'étoile soit sur la branche des géantes rouges, ou 16 % qu'elle soit sur la branche horizontale. Des modèles qui se basent sur son appartenance à la branche des géantes rouges estiment qu'elle est âgée d'approximativement 7 milliards d'années, qu'elle possède une masse qui vaut 126 % celle du Soleil et un rayon qui vaut 54 fois le rayon solaire. Ce modèle indique que l'étoile est environ 550 fois plus lumineuse que le Soleil et que sa température de surface est de 3 822 K.

## Nomenclature
υ Ceti, latinisé Upsilon Ceti, est la désignation de Bayer de l'étoile. Elle porte également la désignation de Flamsteed de 59 Ceti. Flamsteed lui a également attribué la désignation de Upsilon2 Ceti pour la distinguer de 56 Ceti, qu'il avait désignée comme Upsilon1 Ceti. Cependant, ces désignations en exposant sont tombées en désuétude de nos jours.
En astronomie arabe traditionnelle, Upsilon Ceti formait, avec η Cet (Deneb Algenubi), θ Cet, τ Cet et ζ Cet (Baten Kaitos), l'astérisme Al Naʽāmāt (ألنعامة), « les mères autruches ».
En astronomie chinoise traditionnelle, Upsilon Ceti faisait partie de l'astérisme de Fuzhi (en chinois 鈇鑕, Fū Zhì), représentant une faucille.